# 혼조 다스쿠
혼조 다스쿠(일본어: 本庶 佑, 1942년 1월 27일 ~ )는 일본의 의사, 의학자(의화학·분자면역학)이다. 학위는 의학박사(교토 대학·1975년)이며, 교토 대학 명예교수·고등연구원 부연구원장·특별교수, 교토 대학 암면역종합연구센터 초대 센터장, 시즈오카현 공립대학법인 고문, 후지노쿠니 지역의료지원센터 이사장, 공익재단법인 고베 의료산업도시추진기구 이사장, 오차노미즈 여자대학 총장특별초빙교수, 일본 학사원 회원, 문화공로자, 문화훈장 수훈자이다.
교토 대학 의학부 부수, 도쿄 대학 의학부 조수, 오사카 대학 의학부 교수, 교토 대학 의학부 교수, 교토 대학 대학원 의학연구과 교수, 교토 대학 대학원 의학연구과 연구과장, 교토 대학 의학부 학부장, 내각부 종합과학기술회의 의원, 시즈오카현 공립대학법인 이사장, 첨단의료진흥재단 이사장 등을 역임했다. 2018년에 음성적 면역조절의 억제를 통한 암 치료법을 발견한 공로로 제임스 P. 앨리슨과 함께 노벨 생리학·의학상을 수상했다.

## 개요
종류 변환 재조합과 체세포 돌연변이에 의해서 항체가 만들어지는 메커니즘을 규명했다. 또한 세계 최초로 활성화 유도 사이티딘 데아미나아제를 발견한 것으로도 알려졌다. 이어 PD-1을 저해하는 면역항암요법을 개발하면서 후에 면역조절 항암제인 니볼루맙의 개발로 이어졌다. 이러한 업적을 인정받아 일본 학사원 회원과 문화공로자로도 선정됐고 2013년에는 문화훈장을 수여했다. 2018년에는 제임스 P. 앨리슨과 함께 노벨 생리학·의학상을 수상했다.
모교인 교토 대학을 비롯해 도쿄 대학, 오사카 대학에서 교편을 잡는 등 후진 양성에도 주력했고 오랜 세월에 걸쳐서 몸담았던 교토 대학에서 의학연구과의 학장과 의대 학장 등 요직을 두루 역임했다. 교토 대학에 2020년 4월 1일 신설된 ‘암면역종합연구센터’의 센터장으로 부임했다. 그리고 시즈오카 현립 대학 등을 설치·운영하는 공립대학법인의 이사장으로 취임했고 또한 첨단의료진흥재단과 그 후신인 고베 의료산업도시추진기구 이사장을 역임했다.

## 인물

### 학창 시절

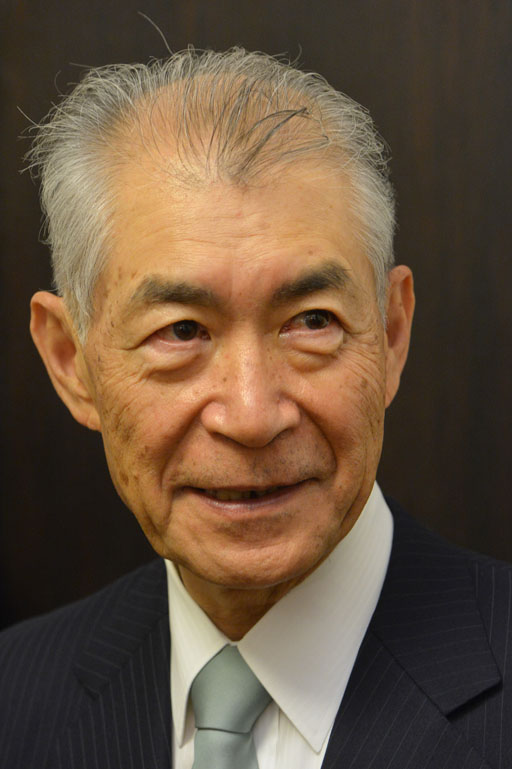
문부과학성 제공 사진(2013년)

1942년 교토부 교토시에서 태어났다. 태평양 전쟁 말기인 1945년, 아버지의 친가가 있는 도야마현 도야마시에서 대공습을 당해 집이 불탔다. 피난처에 있던 방공호에 소이탄이 명중했지만 방공호 바닥에 물이 고여 있었기 때문에 불발된 것이었다. “만약 폭발했으면 나는 이 세상에 없었을 것이다”고 말했다. 그 후 어머니의 품에 안겨 도야마시에서 어머니의 외가가 있는 우오즈시까지 피난했다. 종전 후, 의사이자 야마구치 대학 의학부 교수를 지낸 아버지의 업무 관계로 야마구치현 우베시에서 자랐다. 야마구치 현립 우베 고등학교를 졸업한 후 1960년 교토 대학 의학부 의학과에 입학, 1966년에 졸업했다. 부모는 모두 도야마현 출신이며 본적도 도야마시 하나조노정에 두었다.
대학생 시절에는 대학 동기인 나카니시 시게타다 등과 만났으며 더 나아가 아버지의 옛 동료였던 시바타니 아쓰히로의 저서를 읽으면서 감명받아 시바타니를 만나러 간 적도 있었다고 한다. 부친이나 시바타니 등의 도움을 받아 하야이시 오사무의 문하생이 됐다. 1966년에는 교토 대학 의학부 의학과를 졸업한 뒤 교토 대학 의학부 부속병원에서 인턴으로 근무했다.
1967년 교토 대학 대학원의 의학연구과 생리계 전공으로 진학했는데 당시 박사 과정에는 하야이시의 제자로 있던 니시즈카 야스토미로부터 지도를 받았다. 또한 대학원 재학 중에 의사 국가 시험에 합격했다. 1971년 교토 대학 대학원 의학연구과를 수료했고 1975년에 교토 대학에서 의학박사 학위를 취득했다.
암 연구를 하게 된 이유 중 하나는 대학교 의학부 시절에 동급생이 위암으로 일찍 세상을 떠났기 때문에 그러한 일에 기여하고 싶다는 생각을 갖게 됐다.

### 학술 활동
대학원 수료 후, 교토 대학 의학부에서 조수가 됐으며 1974년에는 도쿄 대학 의학부의 조수를 맡았다. 그 사이에 카네기 연구소에서 발생학 부문의 객원연구원을 겸임하거나 미국 국립보건원 산하 국립소아보건발달연구소에서 분자유전학 연구실의 객원연구원을 겸임하는 등 미국내 연구 기관의 객원연구원으로도 활동했다.
1979년 오사카 대학 의학부에서 교수로 부임했다. 더 나아가 1982년부터 교토 대학 의학부 교수도 겸임하여 1984년부터는 교토 대학 의학부 교수로서 본래의 직무를 맡게 됐다. 교토 대학에서는 유전자 실험 시설의 시설장 등을 지냈다. 이 무렵 1982년에는 이미 노벨 생리학·의학상 수상 후보로 이름이 거론되고 있었다.
1989년부터 1998년까지 히로사키 대학 의학부 교수도 겸임했을 뿐만 아니라 1995년부터 교토 대학 대학원 의학연구과 교수로 발탁돼 연구과장, 학장 등을 역임했다. 2005년부터 교토 대학 대학원 의학연구과에서 특임교수로 부임했고 2006년에는 동 연구과의 객원교수가 됐다. 2017년 5월 1일부터는 교토 대학 고등연구원에서 특별교수를 맡게 됐다. 2020년 4월부터는 교토 대학 암면역종합연구센터의 센터장으로 취임했다.

### 그 외의 공적 활동
대학 이외의 공직도 많이 지냈는데 1999년부터 2004년까지 문부성에서 고등교육국 과학관을 역임했다. 2004년부터 일본 학술진흥회에서 학술시스템연구센터 소장을 역임했고 2006년부터는 내각부 종합과학기술회의 의원을 맡았다.
2012년부터는 시즈오카 현립 대학과 시즈오카 공립 대학 단기 대학부의 설치자인 ‘시즈오카현 공립대학법인’ 이사장을 맡고 있다. 그리고 2017년 5월부터 교토 대학의 고등연구원에서 정규직인 특별교수로 취임하게 됨에 따라 시즈오카현 공립대학법인 이사장을 겸임하기 어렵다고 판단하여 그해 4월 30일 이사장직에서 물러났다. 또한 이사장 퇴임 후에는 시즈오카현 공립대학법인의 고문을 맡고 있다. 더 나아가 후지노쿠니 지역의료지원센터 이사장이던 데라오 도시히코의 사망에 따른 2013년 1월 8일에 후임 이사장으로 취임했다. 후지노쿠니 지역의료지원센터 이사장에 대해서는 교토 대학 고등연구원의 특별교수로 취임한 후에도 계속 재직했다.
그 외에도 공익재단법인 첨단의료진흥재단에서 부이사장을 지내면서 이무라 히로오의 후임으로 2015년 7월 1일에 이사장으로 승진했다.

## 업적

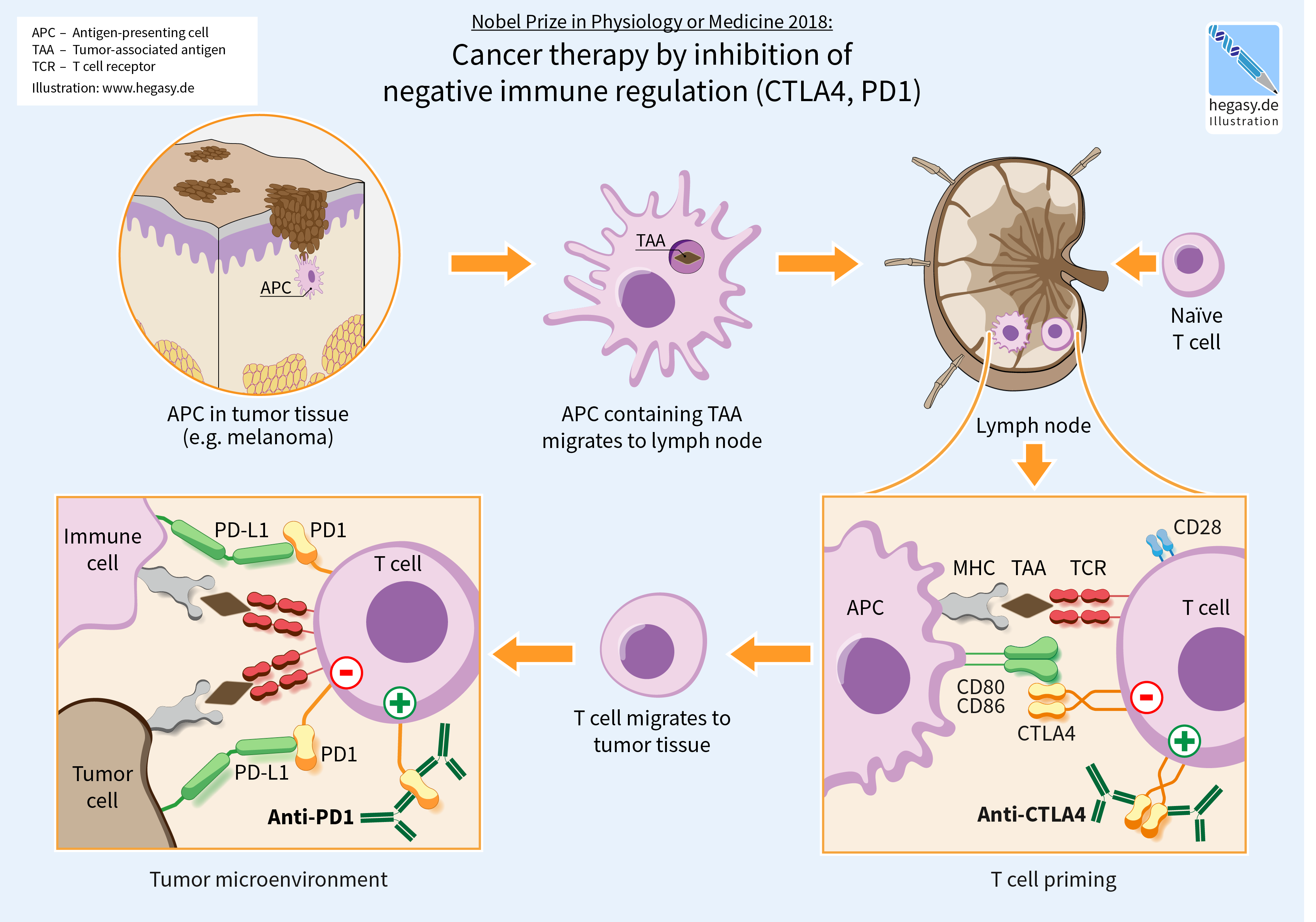
CTLA4와 PD-1에 의한 면역항암요법

2000년에는 문화공로자로 선정됐고 2005년에는 일본 학사원 회원으로 선출됐다. 일본 학사원은 혼조의 주요 업적에 대해 “림프구가 항체 유전자에 종류 변환 재조합과 체세포 돌연변이라는 유전자 조작을 도입해, 바이러스나 세균 등 병원체의 인식과 배제에 가장 적합한 항체를 만드는 구조를 해명했다”라고 설명하는 동시에 “활성화 유도 사이티딘 데아미나아제를 발견하고 그 메커니즘의 전모를 밝힌 것은 국제적으로 높게 평가되고 있다”라고 치켜세웠다.
1984년에는 T세포 표면의 IL-2 수용체를 단리하고 곧바로 종류 변환을 제어하는 사이토카인의 IL-4와 IL-5의 유전자를 분리해 이 염기 배열을 해독했다.
또한 교토 대학 혼조 연구실의 멤버였던 이시다 야스마사는 1992년에 면역세포의 일종인 T세포의 세포사가 유도될 때, T세포 표면에서 발현이 증강되는 PD-1이라는 분자와 그 유전자를 동정·명명했다. 그 후의 연구에서 PD-1은 항원전달세포 등의 표면에 있는 PD-L1이라는 분자와 결합하여 T세포에 의한 면역 반응을 억제하는 기능을 지닌 것으로 나타났다. 또한 놀랍게도 많은 암세포가 그 표면에 PD-L1을 발현하고 있는 것이 발견됐다. 즉 암세포는 자신이 가진 PD-L1을 PD-1과 결합시켜 T세포 기능을 억제하는 것으로, 자신을 제거하려는 면역에서 벗어나 있다는 구조가 밝혀졌다.
만약 PD-1에 대한 항체(항 PD-1 항체)를 제작하여 암세포보다 먼저 PD-1과 결합한다면 암세포의 PD-L1은 항체에 방해가 되면서 PD-1에 결합할 수 없게 된다. 그렇게 되면 암에 대한 T세포의 면역이 억제되지 않고 암세포가 면역에서 벗어날 수 없게 된다. 그 결과, 암세포는 T세포의 면역 반응에 의해 제거된다. 이런 전략을 기반으로 ‘인간 항 PD-1 항체’로서 니볼루맙(Nivolumab, 제품명 옵디보), 펨브롤리주맙(Pembrolizumab, 제품명 키트루다)과 같은 면역 체크포인트 차단제(Immune Checkpoint Blockade) 또는 면역조절 항암제가 제품화 됐다.
면역조절항암제는 종래의 암치료 전략과는 다른 획기적인 치료로서 임상의학에 응용되게 됐다. 구체적으로는 종래 절제불능인 것으로 효과적인 치료가 거의 없었던 악성 흑색증 치료에서 큰 성과를 올렸다. 또한 위암과 폐암 등 환자 수가 많은 암에 있어서도 종래의 치료법으로 효과가 없는 환자 일부에 대해서도 어느 정도의 효과를 얻는 것으로 나타났다. 면역조절항암제는 이론상 모든 암에 대한 효과가 나올 가능성도 있으며 현재도 각종 암에 대한 효과가 검증될 뿐만 아니라 치료에 사용되고 있다.
생체가 지닌 면역 기능을 이용해서 암을 치료하려는 면역항암요법은 지금까지도 여러 가지 방법이 존재했다. 하지만 대규모 임상시험 등으로 누가 봐도 납득할 수 있는 유효성이 확인된 것이 아닌 거액임에도 불구하고 효과가 불확실한 치료였다. 면역조절항암제는 면역 요법 중 처음으로 입증한 효과가 확인되면서 수술, 화학 요법, 방사선 치료라는 이전에 했던 암치료법에 ‘면역항암요법’이라는 새로운 선택지를 만드는 것에 성공했다.

## 에피소드
후지무라 후미오 감독 시절부터 열성적인 한신 타이거스 팬으로 2004년에 출범한 오카다 아키노부(당시 한신 감독)의 후원회 ‘교토 오카다카이’(京都岡田会, 통칭: 멤버스80(メンバーズ80)) 회장을 출범 초부터 맡고 있다. ‘교토 오카다카이’는 오카다 전 감독의 후원회 중 하나이며 혼조 외에도 마에하라 세이지 중의원 의원과 가도카와 다이사쿠 교토 시장 등 교토에 연고가 있는 문화인과 정치인 등 (오카다 감독의 등번호를 따서) 80명이 소속돼 있다. 노벨상 수상 다음날인 2018년 10월 2일, MBS계 정보 버라이어티 프로그램 《비빗》의 취재에 응하여 침체되고 있는 한신의 ‘지휘관 교체’와 ‘후지나미를 기용해달라’며 생방송을 통해 호소했다. 2020년, 한신이 9월 24일 시점에서 2위라는 좋은 성적을 거두고 있으면서도 요미우리 자이언츠에게는 상대 전적 4승 12패로 크게 지고 있는 것을 두고, 혼조는 2020년 9월 24일 도쿄 스포츠와의 단독 인터뷰에서 “스트라이크 존 등 요미우리에게 유리한 판정을 내리는 심판을 박멸하기 위한 판정 AI 시스템을 개발하고 싶다”라고 말했다. 또한 오카다가 다시 한신 감독으로 취임한 2023년 2월 1일 도쿄 스포츠 1면에서 ‘오카다 한신’에 대한 뜨거운 기대감을 밝히는 등 ‘노벨상을 수상한 열성적인 한신팬’, ‘오카다의 후원회장’ 등으로 스포츠 신문에 자주 등장한다.
취미는 골프이며 ‘교토 골프 클럽’에 다니고 있다. 교토 오카다카이 멤버로 매년 골프 대회를 열고 있으며 오카다 전 한신 감독과는 골프 동료이다.

## 옵디보 특허사용료 분쟁
옵디보의 특허료를 둘러싸고 공동 연구한 오노 약품공업과의 갈등이 불거지자, 2020년 6월 오노 약품공업을 상대로 약 226억 엔에 달하는 협력금 지불을 요구하는 소송을 제기했다. 2014년 출시 이후 매년 1,000억 엔에 가까운 매출을 올린 옵디보의 특허료가 지나치게 적다면서 혼조는 이를 받아들이지 않았다. 하지만 혼조가 특허료 수령을 거부하자 오노 약품공업이 법무국에 ‘공탁’이라는 형식으로 맡겼던 2018년까지 4년간 약 22억 엔의 특허료를 오사카 국세국으로부터 혼조의 수입으로 간주했고, 혼조는 2020년에 신고를 제대로 하지 않았다는 지적에 따라 약 7억 엔의 과징금을 물게 됐다.
2021년 9월 10일, 오사카 지방재판소는 양측에 화해를 권고했고 2021년 11월 12일에 오노 약품공업과의 화해가 성립하였음을 공식 발표했다. 오노 약품공업이 혼조에게 해결금 등 230억 엔을 지급하고, 교토 대학에 230억 엔을 기부하여 연구 기금을 설립하되 특허사용료 지급 비율은 2006년 계약서 내용을 유지해야 한다는 내용으로 혼조는 “법원의 조정에 의해 납득할 수 있는 내용으로 해결에 이를 수 있었다. 기업에서 환류하는 자금과 선의의 기부로 기초 연구를 장기적 전망에서 지원해 나가겠다”는 입장을 밝혔다.

## 가족·친족
혼조가(本庶家)
본가는 도야마현 도야마시의 정토진종 혼간지파 혼조산 센쇼지이다. 노벨상 수상 기자회견에서 도야마현의 사원이 뿌리인 자신의 가문을 접하여 “모든 것을 추구하고 생각하는 사람이 많은 가문이다. 자신은 그 유전자를 이어받은 것을 감사하게 생각하고 있다”라고 말했다.
- 아버지 : 쇼이치(正一, 도야마현 도야마시 나카오이다 출신[47], 야마구치 대학 명예교수[48], 전 야마구치 대학 의학부 교수, 오카야마 의과대학 졸업)
- 어머니 : 류(柳, 도야마현 우오즈시 출신[49])
- 부인 : 시게코(滋子, 돗토리현 구라요시시 나카노초 출신[50], 돗토리 현립 구라요시히가시 고등학교와 나라 여자대학 이학부 화학과를 졸업한 후 교토 대학 연구실 조수로 발탁됐고 당시 의학연구과 대학원생이던 혼조와 만나게 됐다. 언니의 남편은 교토 대학 명예교수인 나가타 히데마사[51])
- 장남 : 하지메(元, 의사, 오사카 부립 기타노 고등학교, 가나자와 대학 의학부 졸업[52][53])
- 장녀 : 야스코(仁子, 히로시마 대학 원폭방사선의과학연구소 강사[54], 교토 대학 대학원 이학연구과 박사과정 수료[52][54])

## 주요 경력
- 1971년 : 교토 대학 의학부 조수

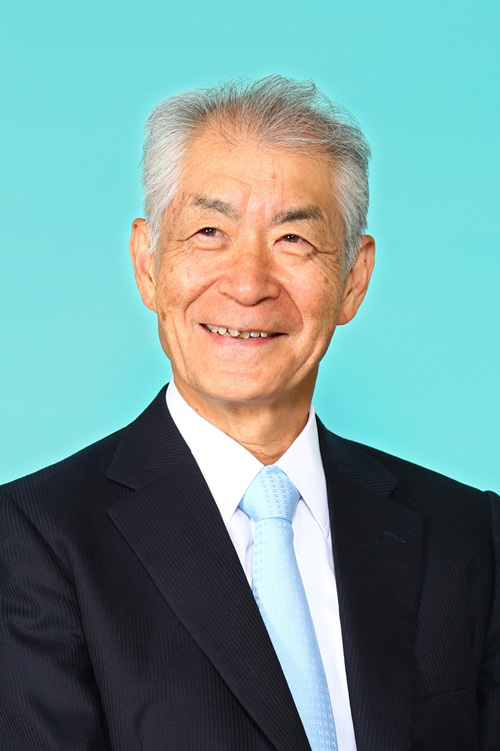
혼조 다스쿠(문부과학성 제공 사진, 2018년)

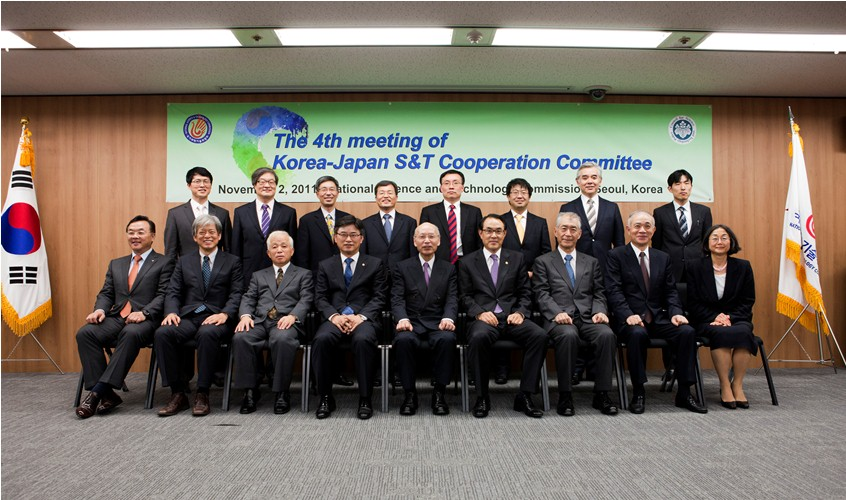
2011년 11월 2일, 대한민국 서울특별시에서 대한민국 국가과학기술위원회와 내각부 종합과학기술회의 의원 등과 함께 기념 촬영하는 모습(앞줄 오른쪽에서 세 번째가 혼조)

- 1971년 : 카네기 연구소 발생학 부문 객원연구원
- 1973년 : 국립소아보건발달연구소 분자유전학 연구실 객원연구원
- 1974년 : 도쿄 대학 의학부 조수
- 1975년 : 박사학위 취득(교토 대학)
- 1977년 : 국립소아보건발달연구소 분자유전학 연구실 객원연구원
- 1979년 : 오사카 대학 의학부 교수
- 1982년 : 교토 대학 의학부 교수
- 1988년 : 교토 대학 유전자 실험 시설 시설장
- 1989년 : 히로사키 대학 의학부 교수(객원 부문)
- 1991년 : 미국 Fogerty Scholar-in-residence at NIH
- 1995년 : 교토 대학 대학원 의학연구과 교수
- 1995년 : 교토 대학 대학원 의학연구과 연구과장
- 1995년 : 교토 대학 의학부 학부장
- 1999년 : 문부성 고등교육국 과학관
- 2002년 : 교토 대학 대학원 의학연구과 연구과장
- 2002년 : 교토 대학 의학부 학부장
- 2004년 : 일본 학술진흥회 학술시스템연구센터 소장
- 2005년 : 교토 대학 명예교수
- 2005년 : 교토 대학 대학원 의학연구과 특임교수
- 2006년 : 교토 대학 대학원 의학연구과 객원교수
- 2006년 : 내각부 종합과학기술회의 의원
- 2012년 : 시즈오카현 공립대학법인 이사장
- 2015년 : 첨단의료진흥재단 이사장
- 2018년 : 고베 의료산업도시추진기구 이사장
- 2020년 : 교토 대학 암면역종합연구센터장

### 명예 박사 학위
- 2019년 : 한양대학교 명예 의학박사[55]
- 2020년 : 마카오 과학기술대학교[56]
- 2021년 : 브리티시컬럼비아 대학교[57]
- 2024년 : 국립 타이완 대학[58]

## 수상 경력
- 1978년 : 일본 생화학회 장려상

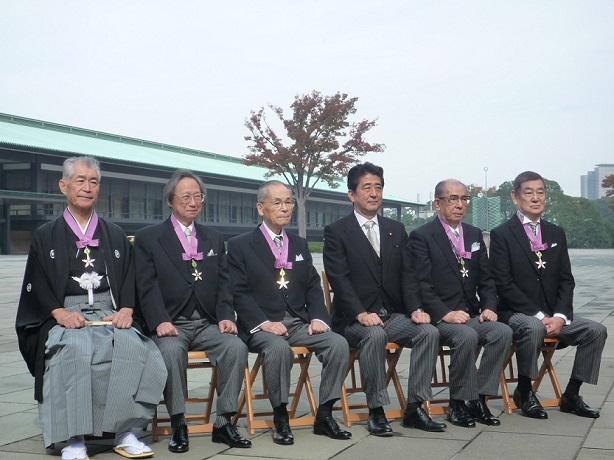
2013년 11월 3일, 문화훈장 친수식 후에 고시노쿠니 문학관 관장 나카니시 스스무(왼쪽에서 두 번째), 서예가 다카키 세이카쿠(왼쪽에서 세 번째), 도호쿠 공업대학 이사장 이와사키 슌이치(오른쪽에서 두 번째), 배우 타카쿠라 켄(맨 오른쪽)과 함께 고쿄에서 가진 기념 촬영(오른쪽에서 세 번째는 내각총리대신 아베 신조)

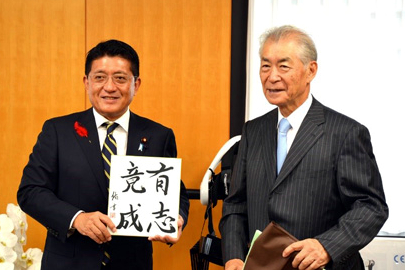
2018년 10월 11일, 내각부 특명담당대신 과학 기술 정책 담당 히라이 다쿠야(왼쪽)와 함께

- 1981년 : 제25회 노구치 히데요 기념 의학상(감염 면역 영역의 유전자 표현 변환 기구의 해석 - 진핵 세포의 유전자 특히 면역 글로불린 유전자의 재구성과 발현에 관한 연구)[59]
- 1981년 : 아사히상(면역 유전학으로의 공헌 - 면역 글로불린 유전자 연구)[60]
- 1984년 : 오사카 과학상[61]
- 1984년 : 기하라상[61]
- 1984년 : 발츠상[62][61]
- 1988년 : 다케다 의학상[63]
- 1992년 : 베링 기타사토상[61]
- 1993년 : 우에하라상[63]
- 1996년 : 은사상·일본 학사원상[64]
- 2012년 : 로베르트 코흐상[65][66][63]
- 2014년 : 탕상[67]
- 2014년 : 윌리엄 콜리상[63][68]
- 2015년 : Richard V. Smalley, MD Memorial Award[63]
- 2016년 : 교토상 기초 과학 부문[63]
- 2016년 : 게이오 의학상[69]
- 2016년 : 톰슨 로이터 인용 영예상[70]
- 2017년 : Fudan-Zhongzhi Science Award[71]
- 2017년 : Warren Alpert Foundation Prize[72]
- 2018년 : 노벨 생리학·의학상[73]

### 상훈·영예
- 2000년 : 문화공로자
- 2013년 : 문화훈장[74]
- 2018년 : 교토부 특별영예상
- 2018년 : 도야마시 명예시민[10]
- 2018년 : 우베시민 영예상[75]
- 2018년 : 교토시 명예시민[76]
- 2018년 : 도야마현 특별영예상
- 2019년 : 고베시 명예시민[77]
- 2019년 : 야마구치현민 영예상
- 2019년 : 시즈오카현민 영예상

## 회원
- 2001년 : 미국 과학 아카데미 외국인 회원
- 2003년 : 독일 레오폴디나 한림원 외국인 회원[78]
- 2005년 : 일본 학사원 회원

## 주요 저서

### 저서
- 혼조 다스쿠 (1986년). 《遺伝子が語る生命像》 [유전자가 말하는 생명상]. 고단샤 블루박스. ISBN 978-4-06-132644-6.
- 혼조 다스쿠 (1988년). 《ヒトは特異な生物か》 [사람은 특이한 생물인가]. 다이산분메이샤. ISBN 978-4-47-610004-4.
- 혼조 다스쿠 (2003년). 《生命の未来を語る シリーズ健康と食を問い直す生物学》 [생명의 미래를 말하다: 시리즈 건강과 음식을 되묻는 생물학]. 이와나미 쇼텐. ISBN 978-4-00-006862-8.
- 혼조 다스쿠 (2009년). 《いのちとは何か-幸福・ゲノム・病》 [생명이란 무엇인가 - 행복·게놈·병]. 이와나미 쇼텐. ISBN 978-4-00-005058-6.
- 혼조 다스쿠 (2013년). 《ゲノムが語る生命像 現代人のための最新・生命科学入門》 [게놈이 말하는 생명상 - 현대인을 위한 최신·생명과학 입문]. 고단샤 블루박스. ISBN 978-4-06-257800-4.
- 혼조 다스쿠 (2018년). 《生命科学の未来 がん免疫治療と獲得免疫》 [생명과학의 미래 - 암 면역 치료와 획득면역]. 후지와라 쇼텐. ISBN 978-4-86-578202-8.
- 혼조 다스쿠 (2019년). 《がん免疫療法とは何か》 [암면역요법이란 무엇인가]. 이와나미 신서. ISBN 978-4-00-431768-5.

### 한국어 서적
- 《유전자가 말하는 생명의 모습 - 움직이는 유전자를 탐색한다》, 혼조 다스쿠 저, 박경숙 옮김(전파과학사, 1986년) ISBN 9788970440538

### 편집
- 《シリーズ分子生物学の進歩 10 免疫系:認識・分化・増殖》 [시리즈 분자생물학의 진보 (10) - 면역계: 인식·분화·증식]. 마루젠. 1989년. ISBN 978-4-62-103386-9.
- 《岩波講座・分子生物科学 11 生命体のまもり方》 [이와나미 강좌·분자생물과학 (11) - 생명체의 지키는 방법]. 이와나미 쇼텐. 1991년. ISBN 978-4-00-010411-1.
- 《遺伝子病入門》 [유전자병 입문]. 난코도. 1993년. ISBN 978-4-52-421817-2.
- 《免疫実験操作法1・2》 [면역 실험 조작법 1, 2]. 난코도. 1995년. ISBN 978-4-52-420603-2.
- 《岩波講座・現代医学の基礎 8 免疫と血液の科学》 [이와나미 강좌·현대 의학의 기초 (8) - 면역과 혈액의 과학]. 이와나미 쇼텐. 1998년. ISBN 978-4-00-010918-5.

### 논문
- Yasumasa Ishida; Yasutoshi Agata; Keiichi Shibahara; 혼조 다스쿠 (11월 1992), “Induced expression of PD-1, a novel member of the immunoglobulin gene superfamily, upon programmed cell death”, 《The EMBO Journal》 11 (11), doi:10.1002/J.1460-2075.1992.TB05481.X, PMC 556898, PMID 1396582 , 위키데이터 Q24293504
- 후루카와 다카히사, 고바야카와 요시타카, 다무라 구미코, 기무라 겐이치, 가와이치 마사시, 다니무라 데이이치, 혼조 다스쿠 (1995년 8월). “RBP-JxのショウジョウバエのホモログであるSuppressor of HairlessはE(spl)m8 neurogenic geneの転写を活性化する”. 《The Japanese journal of genetics》 (일본 유전학회) 70 (4): 505–524. ISSN 0021-504X. NAID 10002507789.
- 혼조 다스쿠 (1999년 8월). “分子免疫学の進歩”. 《일본 수혈학회 잡지》 45 (4): 476–478. ISSN 0546-1448. NAID 10010139121.
- 혼조 다스쿠 (1972년 2월). “T2因子のADP-リボシル化 ジフテリア毒素による蛋白合成の阻害機序 (互変型酵素(特集))”. 《代謝》 (나카야마 쇼텐) 9 (3): 200–208. ISSN 0372-1566. NAID 40018017463.
- 혼조 다스쿠 (1973년 11월). “水平進化 リボゾームRNA遺伝子を中心とする重複遺伝子の進化 (進化(特集))”. 《代謝》 (나카야마 쇼텐) 10 (12): 1365–1372. ISSN 0372-1566. NAID 40018016956.
- 혼조 다스쿠 (1975년 10월). “免疫グロブリンの遺伝子”. 《단백질 핵산 효소》 (교리쓰 출판) 20 (12): p1145–1153. ISSN 0039-9450. NAID 40002329538.
- 혼조 다스쿠 (1978년 11월). “真核生物遺伝子研究の近況--免疫グロブリン遺伝子を中心として(トピックス)”. 《단백질 핵산 효소》 (교리쓰 출판) 23 (12): p1245–1247. ISSN 0039-9450. NAID 40002328686.
- 혼조 다스쿠 (1979). “5.免疫グロブリン遺伝子の構造と発現(<シンポジウム>5 リンパ球の活性化機構)”. 《알레르기》 (일본 알레르기학회) 28 (2): 73. doi:10.15036/arerugi.28.73_2. ISSN 0021-4884. NAID 110002411207.
- 다카하시 나오키, 혼조 다스쿠 (1981년 3월). “免疫グロブリン遺伝子 (遺伝子操作) -- (遺伝子操作の現状)”. 《단백질 핵산 효소》 (교리쓰 출판) 26 (4): p298–303. ISSN 0039-9450. NAID 40002329989.
- 니시다 야스요시, 혼조 다스쿠 (1981년 3월). “インフルエンザウイルス (遺伝子操作) -- (遺伝子操作の現状)”. 《단백질 핵산 효소》 (교리쓰 출판) 26 (4): p335–339. ISSN 0039-9450. NAID 40002329994.
- 혼조 다스쿠 (1982). “抗体の遺伝子”. 《アレルギー》 (일본 알레르기학회) 31 (8): 517. doi:10.15036/arerugi.31.517. ISSN 0021-4884. NAID 110002412653.
- 혼조 다스쿠 (1984). “抗体遺伝子の構造と発現:特別講演 抗体遺伝子の構造と発現”. 《일본 신장학회지》 (일본 신장학회) 26 (7): 831–833. doi:10.14842/jpnjnephrol1959.26.831. ISSN 0385-2385. NAID 130004063761.
- 요도이 준지, 혼조 다스쿠 (1984년 5월). “成人T細胞白血病--ヒトがんウイルスと増殖因子レセプタ-”. 《科学》 (이와나미 쇼텐) 54 (5): p268–276. ISSN 0022-7625. NAID 40000394596.
- 혼조 다스쿠 (1984년 6월). “生体の多様性発現における選択説-1-”. 《科学》 (이와나미 쇼텐) 54 (6): p324–331. ISSN 0022-7625. NAID 40000394577.
- 혼조 다스쿠 (1984년 8월). “生体の多様性発現における選択説-2-”. 《科学》 (이와나미 쇼텐) 54 (8): p495–502. ISSN 0022-7625. NAID 40000394601.
- 혼조 다스쿠 (1986). “免疫系の分子遺伝学 : 基礎と臨床”. 《일본 산과부인과학회 잡지》 (일본 산과부인과학회) 38: 70–71. NAID 110002221818.
- 혼조 다스쿠 (1986). “免疫系の分子遺伝学 : 基礎と臨床”. 《일본 산과부인과학회 잡지》 (일본 산과부인과학회) 38 (8): 1184–1185. NAID 110002231806.
- 内藤隆之, 浜和明, 本庶佑 (1986년 8월). “インターロイキン4--遺伝子クローニングを中心として”. 《니혼린쇼》 (니혼린쇼샤) 44 (8): p1892–1901. ISSN 0047-1852. NAID 40003060195.
- 혼조 다스쿠 (1988). “リンパ球分化の分子機構”. 《알레르기》 (일본 알레르기학회) 37 (8): 561. doi:10.15036/arerugi.37.561. ISSN 0021-4884. NAID 110002415536.
- 혼조 다스쿠 (1990). “リンパ球分化の分子機構”. 《일본 임상면역학회회지》 (일본 임상면역학회) 13 (5): 417–417. doi:10.2177/jsci.13.417. ISSN 0911-4300. NAID 130005461836.
- 무라카미 마사오, 쓰바타 다케시, 혼조 다스쿠 (1993). “2. 自己免疫病発症に関わるLY-1B細胞 (<シンポジウム>2 自己寛容機序と自己免疫)”. 《알레르기》 (일본 알레르기학회) 42 (9): 1111. doi:10.15036/arerugi.42.1111. ISSN 0021-4884. NAID 110002421707.
- 加藤桂三, 仲野徹, 本庶佑 (1996년 8월). “造血組織の発生に関わる遺伝子のクローニングの試み”. 《日本分子生物学会年会プログラム・講演要旨集》 19: 839. NAID 10002918215.
- 혼조 다스쿠 (1998). “分子免疫学の進歩”. 《일본 수혈학회 잡지》 (일본 수혈·세포치료학회) 44 (2): 129a–129a. doi:10.3925/jjtc1958.44.129a. ISSN 0546-1448. NAID 130003706935.
- 혼조 다스쿠 (2000년 4월). “免疫系の統御 : 分子から個体へ”. 《일본 내분비학회 잡지》 76 (1): 3. ISSN 0029-0661. NAID 10013819843.
- 혼조 다스쿠 (2001). “クラススイッチの分子制御”. 《알레르기》 (일본 알레르기학회) 50 (9): 823. doi:10.15036/arerugi.50.823. ISSN 0021-4884. NAID 110002427056.
- 혼조 다스쿠 (2002년 2월). “免疫制御レセプターPD-1欠損による自己免疫病の発症”. 《일본 임상면역학회회지》 (일본 임상면역학회) 25 (1): 3. doi:10.2177/jsci.25.3. ISSN 0911-4300. NAID 10008033887.
- 혼조 다스쿠, Okazaki Ilmi, Yoshikawa Kiyotsugu, Muramatsu Masamichi, Kinoshita Kazuo (2003). “AID Links Class Switching, Somatic Hypermutation”. 《알레르기》 (일본 알레르기학회) 52 (2): 178. doi:10.15036/arerugi.52.178. ISSN 0021-4884. NAID 110002403524.
- 이와이 요시코, 혼조 다스쿠 (2003년 3월). “PD-1/PD-L1シグナルを介した癌細胞の免疫逃避機構”. 《遺伝子医学》 (メディカルドゥ) 7 (1): 109–111. ISSN 1343-0971. NAID 80016032172.
- 다니가키 겐지, 혼조 다스쿠 (2003년 4월). “生化学・分子生物学 RBP-J”. 《의학의 발자취》 (이시야쿠 출판) 205 (4): 275–277. ISSN 0039-2359. NAID 80015889786.

## 같이 보기
- 교토 대학
- 야마나카 신야